# Paama
Paama è un'isola situata nell'Oceano Pacifico, fa parte dell'arcipelago di Vanuatu.
È una delle tre isole principali della provincia di Malampa, si estende per circa 9 km da nord a sud e per poco meno di 5 km da est a ovest, ha una superficie di circa 32 km², l'isola che è di origine vulcanica è quasi completamente ricoperta di foresta tropicale.
Paama si trova tra le isole di Ambrym (a nord) ed Epi (a sud). Sette km a est di Paama si trova l'isola disabitata di Lopévi.
Il villaggio principale è Liro che si trova sulla costa nord-occidentale, nei pressi del villaggio si trova una pista di atterraggio.
| Controllo di autorità | VIAF (EN) 315527269 |